# Latifoliada
Latifoliada ou latifólia é um tipo de vegetação que apresenta folhas largas e grandes, geralmente presente em regiões quentes para permitir a intensa transpiração.
É o tipo de vegetação predominante na floresta equatorial, quente e úmida no norte do país e floresta tropical, com as mesmas características  